# Sandakan
Sandakan is de tweede grote stad en gemeente (majlis perbandaran; municipal council) van Sabah op Borneo in Maleisië.
In 2006 heeft de gemeente 396.000 inwoners. Het beschikt over een luchthaven. Sandakan is de tweede grote haven na Kota Kinabalu.

## Demografie
Sandakan kent een grote meerderheid van Chinese Maleiers. Zij vormen met 320.400 mensen bijna tachtig procent van de bevolking. Het aantal autochtone Maleiers is 107.000. Belangrijke Chinese talen die in Sandakan gesproken worden zijn Standaardkantonees, Hakkanees, Chaozhouhua en Minnanyu. Tijdens de Tweede Wereldoorlog was hier een berucht jappenkamp gevestigd en vonden gedwongen dodenmarsen plaats tussen Sandakan en Ranau.

## Bezienswaardigheden
- Sepilok Orang Utan Rehabilitation Centre
- Agnes Keith House, bekend als Newlands
- English Tea House
- Sandakan Memorial Park
- Japanese Cemetery
- St Michael's en All Angels Kerk - uit 1897
- Puu Jih Shih Buddhist Temple
- Sam Sing Kung Temple - 1887
- Sandakan Mosque
- Kampung Buli Sim Sim
- Sandakan Markt - grootste en drukste van Sabah
- Crocodile Farm - 12 km buiten de stad
- Labuk Bay Proboscis Monkey Sanctuary

## Galerij

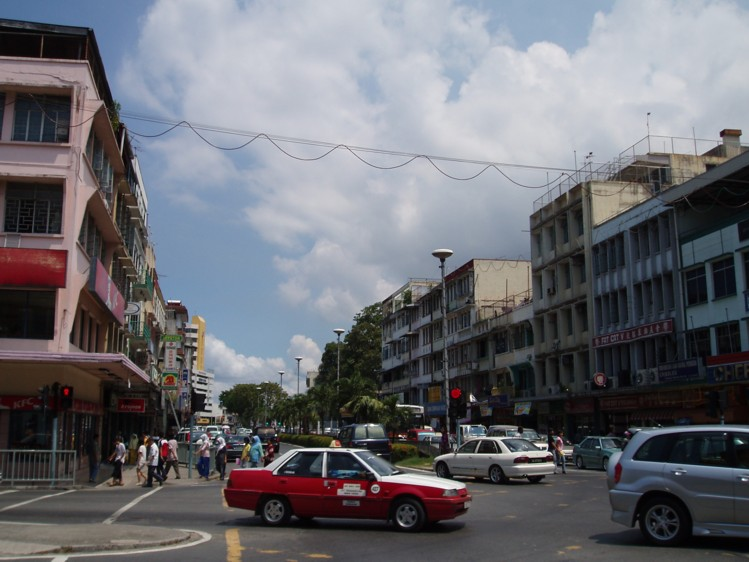
Third Avenue, Sandakan
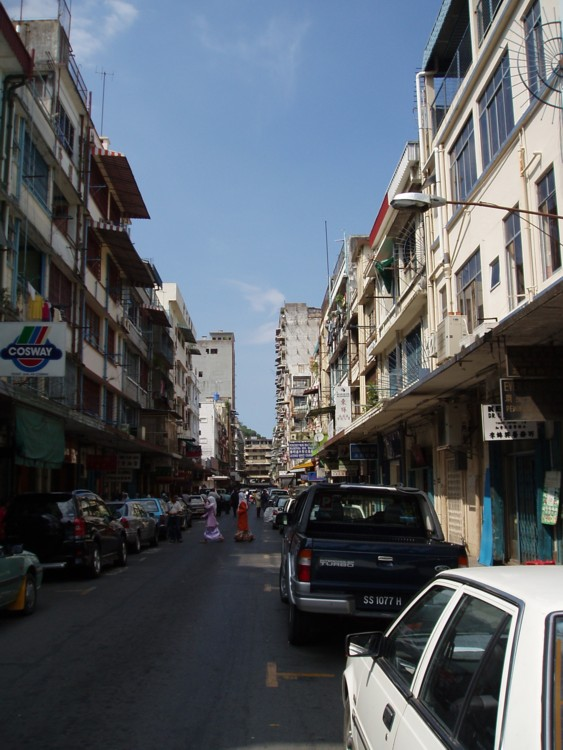
straat in Sandakan
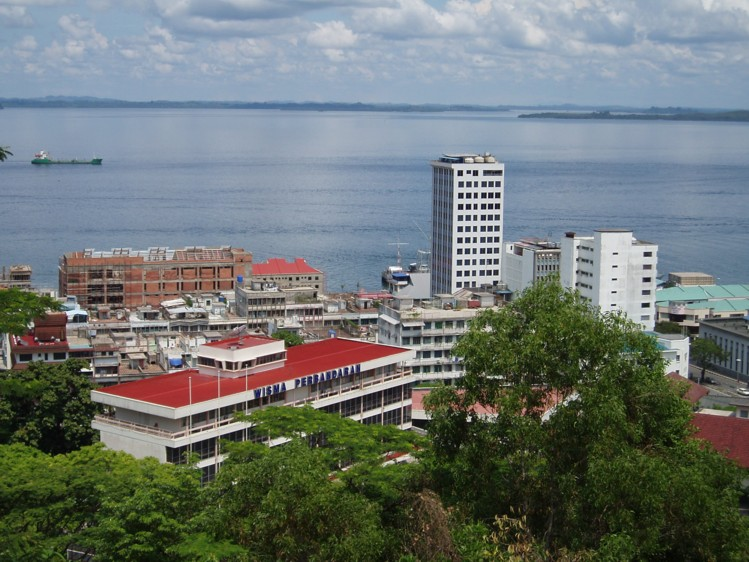
Sandakan gezien van het English Tea House (bij het Rotary's Observation Pavilion)
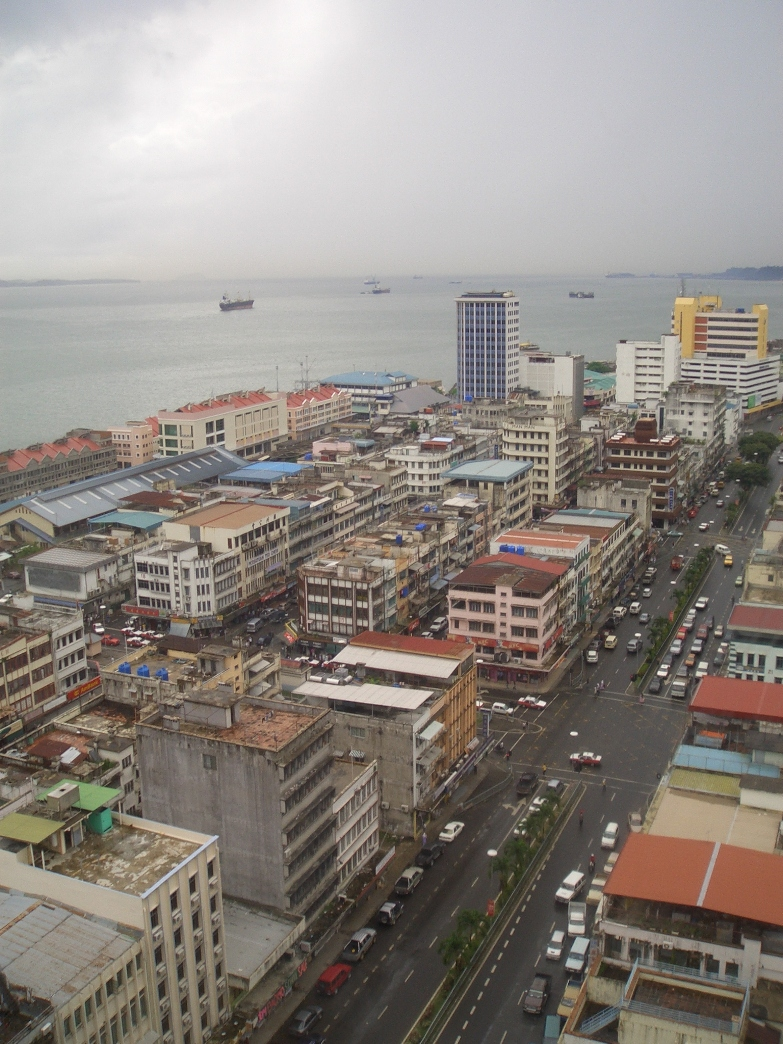
Sandakan centrum